# Universidad Nacional de Mongolia
La Universidad Nacional de Mongolia (mongol:  Монгол Улсын Их Сургууль,Mongol Ulsyn Ij Surguul ) es la mayor universidad del país. Está situada en Ulán Bator. Se trata de la universidad más antigua de Mongolia. Alberga doce escuelas y facultades en Ulán Bator, y se organiza en las ramas Zavkhan y Orkhon Aimags. Aproximadamente una tercera parte de los mongoles educados académicamente se han graduado en esta institución.
La Primera escuela secundaria de Mongolia se estableció en 1940. Era por lo tanto necesario introducir una institución académica en un nivel aún más alto. En 1942, el Gobierno creó la primera universidad de Mongolia, la Universidad Nacional de Mongolia, con los primeros estudiantes graduados en el año 1946.